# Frigibox
Frigobox est une revue de bande dessinée dont les dix numéros ont été publiées de 1994 à 1999 par la maison d'édition belge Fréon. C'est avec Lapin et Ego comme X l'une des principales publications de la bande dessinée alternative francophone des années 1990.